# Incestophantes incestus
Incestophantes incestus là một loài nhện trong họ Linyphiidae.
Loài này thuộc chi Incestophantes. Incestophantes incestus được Ludwig Carl Christian Koch miêu tả năm 1879.